# ルキウス・ティベリウス
ルキウス・ティベリウス（ Lucius Tiberius 、Lucius Hiberiusとも）はアーサー王伝説に登場する架空のローマ皇帝。ジェフリー・オブ・モンマスの『ブリタニア列王史』が最初に彼が登場する文献である。実際に、ルキウス・ティベリウスという名のローマ皇帝は実在しないため、ジェフリーは彼のことを民間伝承などで耳にしたか、あるいは自分で作り上げたと思われる。歴史家のジェフリー・アッシュはルキウスはグリケリウスを起源にしていると推理した。このグリケリウス「Glycerius」の綴りが『ブリタニア列王史』以前の文献で誤って「Lucerius」と表記され、ジェフリーがさらにこれを間違って表記した、というのである。また、ルキウス・ティベリウスは、帝国の西側にローマの覇権を再び確立しようとしたティベリウス2世をもとにした可能性もある。
のち、ルキウスはトマス・マロリーの『アーサー王の死』や、『アーサー王の死の頭韻詩』などの英文学にも姿を現し、フランスの流布本の物語群においてもローマ皇帝はアーサー王に敗北するキャラクターになっている。
ルキウスは彼に反逆した護民官・フロロからガリアを取り返すために戦い、そのときにアーサー王が出陣している。アーサー王がガリアを征服すると、彼の活躍がローマにまで知られることになり、ルキウスはアーサー王に対して貢物を要求し、また自分を主君と認めるように求めた。アーサー王がこの要求を拒否すると、ルキウスは大陸にあるアーサー王の同盟国を攻撃する。アーサー王と彼に仕える騎士たちは急いでイギリス海峡を横断し、ルキウスと交戦する。アーサーはルキウスを打ち負かし、イタリアを領土に加えるのだった。